# Alai Gelombang
Alai Gelombang is een bestuurslaag in het regentschap Pariaman van de provincie West-Sumatra, Indonesië. Alai Gelombang telt 1086 inwoners (volkstelling 2010).